# Melittia scoliiformis
Melittia scoliiformis is een vlinder uit de familie wespvlinders (Sesiidae), onderfamilie Sesiinae.
Melittia scoliiformis is voor het eerst wetenschappelijk beschreven door Schade in 1938. De soort komt voor in het Neotropisch gebied.